# Laïsme
En espagnol, le laísmo (parfois francisé en laïsme)  est l'usage des pronoms féminins « la » et « las » dans une fonction de complément d'objet indirect, au lieu des « le » et « les » normatifs. Dans les cas où l'antécédent est masculin, son équivalent est le loísmo.
Le laïsme est un phénomène fréquent dans le parler madrilène et celui de Castille-et-León.
Exemples :
- A ella, la dolía la cabeza (au lieu de: A ella, le dolía la cabeza)
- A ella, la dije que se fuera al cine (au lieu de: A ella, le dije que se fuera al cine).

## Diffusion
- Le laïsme est fréquent dans le dialecte madrilène.
- Le laïsme est également courant en Castille-et-León, particulièrement dans la province de Palencia. Il est également utilisé à Santander et ses environs.